# Hannsjörg Voth
Hannsjörg Voth (* 6. Februar 1940 in Bad Harzburg) ist ein deutscher Künstler.

## Werdegang
Voth wurde als Sohn des Architekten Hans-Erich Voth und seiner Ehefrau Elisabeth in Bad Harzburg geboren. Bereits im Sommer 1945 übersiedelte die Familie nach Bremervörde, dem Geburtsort der Mutter. Nach einer Zimmermannslehre, dem Wehrdienst und Gesellenjahren studierte Voth von 1961 bis 1965 Gebrauchsgrafik an der Staatlichen Kunstschule Bremen. 1968 zog er nach München und arbeitete als Artdirektor in einer Werbeagentur. Daneben begann er eine Tätigkeit als freier Maler und Zeichner. Voth widmete sich seit 1972 ausschließlich eigenen künstlerischen Arbeiten. In diesen Jahren entstanden zahlreiche Acrylbilder und Siebdrucke, die sich (symbolisch) mit den Themen Verschnürung und Bandage beschäftigten.
Seit 1974 gilt er mit den Vorarbeiten zu dem Projekt Feldzeichen (realisiert April 1975 in Ingelsberg bei Zorneding) als ein Vertreter der Richtungen Konzeptkunst und Land Art. Während seines Aufenthaltes in Marokko, wo er lange Zeit lebte, realisierte er Großskulpturen wie Goldene Spirale oder Stadt des Orion.
Gemeinsam ist allen Projekten Voths eine oft archaische Ästhetik sowie die Tatsache, dass die Werke früher oder später zerfallen werden, der Vergänglichkeit anheimgegeben sind. Erhalten bleibt schließlich oft nur die Dokumentation (Kataloge, Filme, Fotografien) des Werks, bei der er von seiner Frau, der Fotografin Ingrid Voth-Amslinger, unterstützt wird.
Als Mitglied des Deutschen Künstlerbundes nahm Hannsjörg Voth zwischen 1972 und 1986 an mehreren DKB-Jahresausstellungen teil. Voth lebt und arbeitet in München.

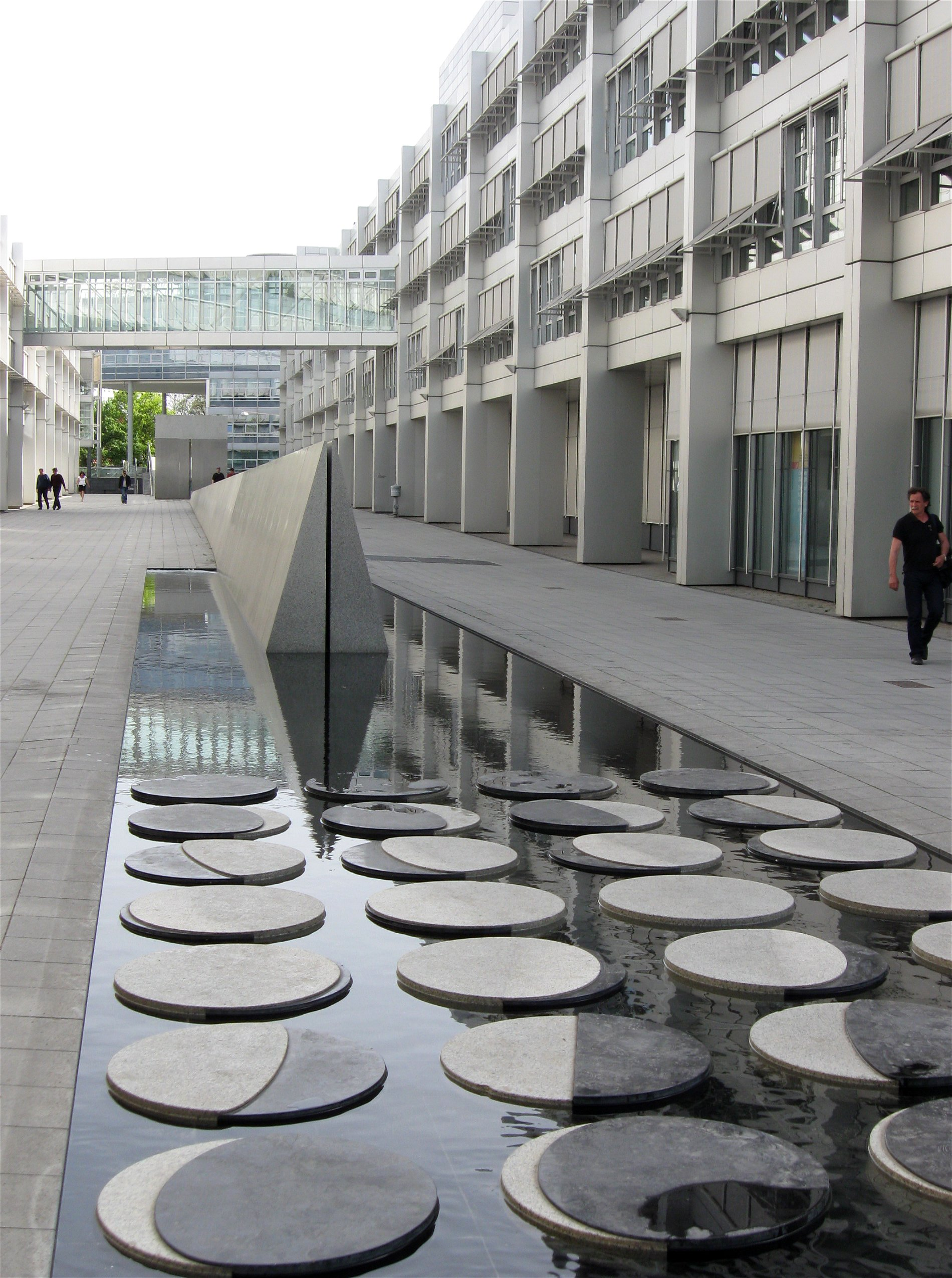
Zwischen Sonnentor und Mondplatz

## Preise & Ehrungen
- 1973: Bayerischer Staatspreis für Malerei
- 1974: Förderpreis für Bildende Kunst der Landeshauptstadt München
- 1977: Erster Kunstpreis für Malerei, Philip Morris International Art Prize
- 1977: AZ-Stern des Jahres für das Projekt Reise ins Meer
- 1977: Kunstpreis des Kulturkreises der deutschen Wirtschaft im BDI
- 1977: Biennalepreis der Norwegian International Print Biennal, Fredrikstad
- 1980: Arnold-Bode-Preis
- 1981: Förderpreis der Gabriele Münter- und Johannes Eichner-Stiftung
- 1981: Stipendium der Prinzregent-Luitpold-Stiftung
- 1982 und 1986: Stipendium der Stiftung Kunstfonds, Bonn

## Projekte

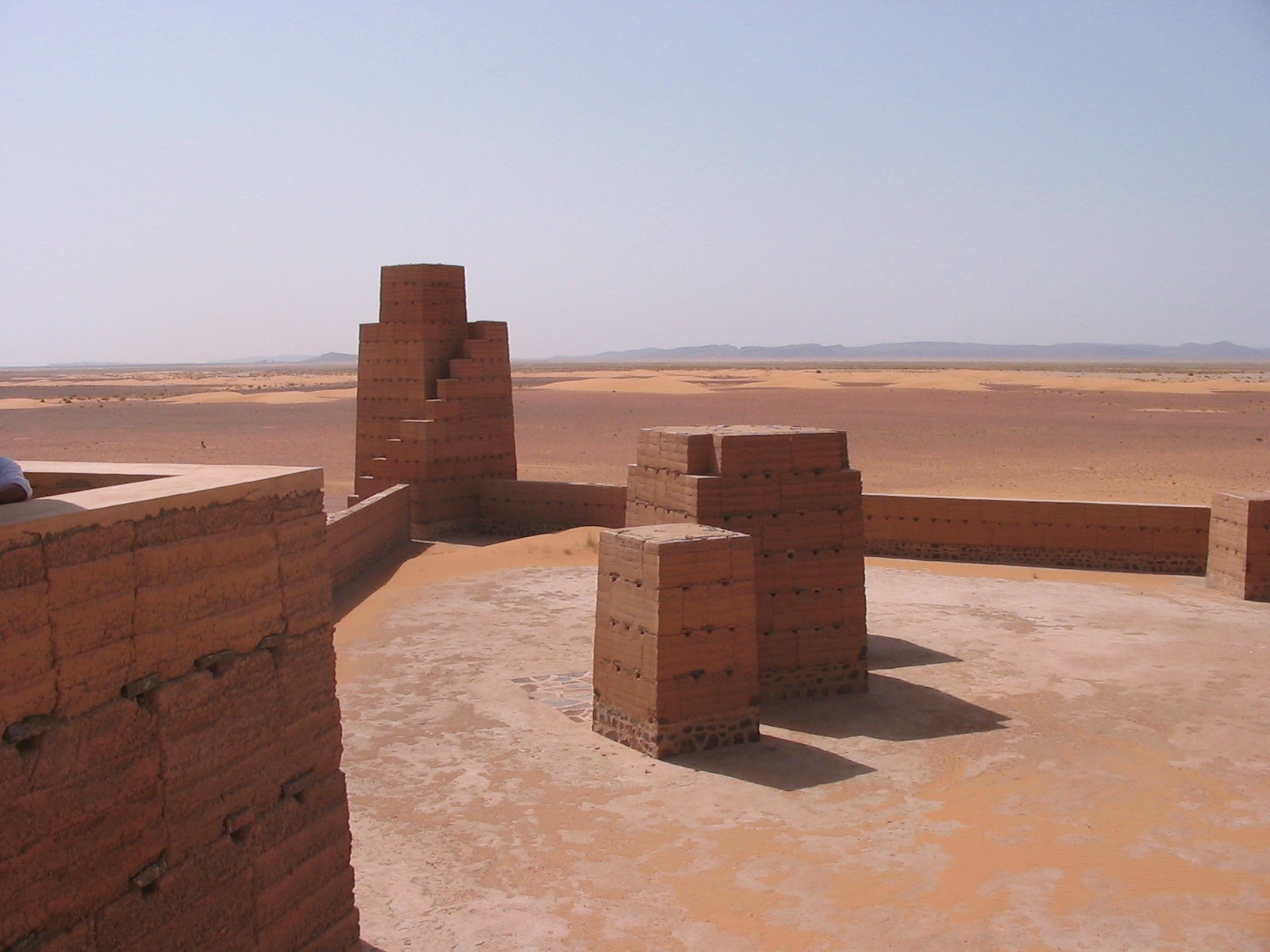
Stadt des Orion, Marokko

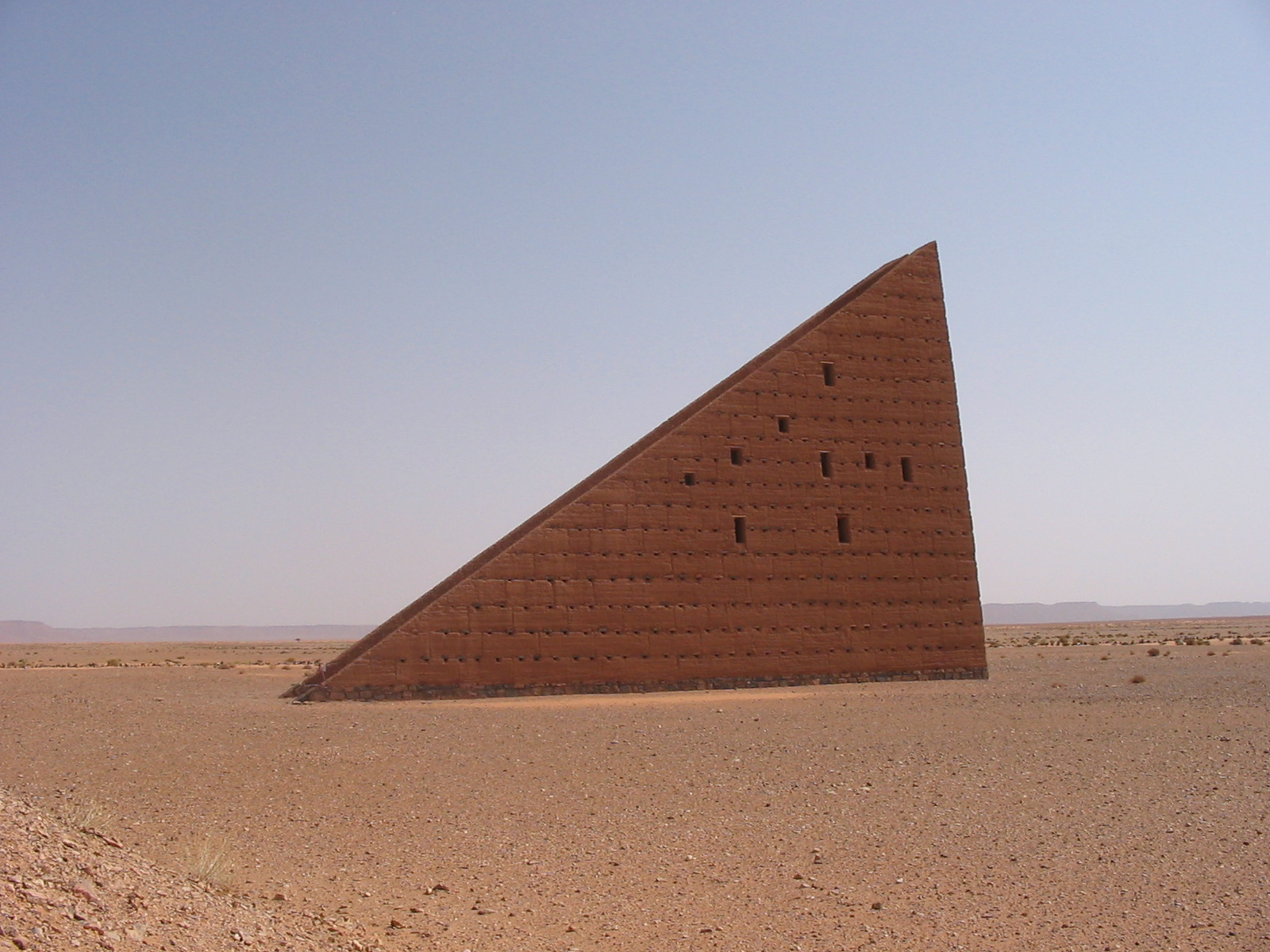
Himmelstreppe, Marokko

- Feldzeichen (Ingelsberg bei München, 1973–1975)
- Platz der Macht (Neuenkirchen, Lüneburger Heide, 1975–1976)
- Steine leben ewig (Neuenkirchen, Lüneburger Heide, 1977)
- Neubepflanzung zweier Rosenbeete (Colombi-Park, Freiburg im Breisgau, 1977)
- Reise ins Meer (Ludwigshafen – Nordsee, 1976–1978)
- Boot aus Stein (IJsselmeer, Niederlande, 1978–1981)
- Erdkreuz (IGA 1983 München, 1983)
- Himmelsleiter (Freiburg im Breisgau, 1983)
- Steinhaus mit Seelenloch (Buga Berlin, 1985)
- Himmelstreppe (Marha-Ebene, Marokko, 1980–1987)[3]
- Lebensbogen (Klärwerk Dietersheim bei München, 1989)
- Scheitelhaltung (Rhein-Main-Donaukanal bei Hilpoltstein, 1992)
- Zwischen Sonnentor und Mondplatz (Europäisches Patentamt, München, 1991–1993)
- Wachstumsspirale (Freising/Weihenstephan, 1993–1994)
- Pegel Insel Ried (Donauwörth, 1994)
- Arche (Schweisfurth-Stiftung, Hermannsdorf, 1993–1996)
- Goldene Spirale (Marha-Ebene, Marokko – 31°35'31,5"N 4°32'06,0"W, 1993–1997)
- Stadt des Orion (Marha-Ebene, Marokko – 31°36'49,5"N 4°31'32,5"W, 1998–2003)